# 港人協會
港人協會是香港一個以中產階級及專業人士為主的政治團體，1984年11月18日成立。該會與民主公義協會同為回應中英聯合聲明簽署及英國外相賀維1984年4月訪港而創立。
該會是1980年代初中英就香港主權問題展開談判期間成立的多個政治團體之一，主張在過渡時期推行民主改革，同期團體包括匯點及香港勵進會。曾參與1985年區議會選舉。
協會宗旨為維護一國兩制框架下高度自治地位，符合中英聯合聲明精神。
在《香港基本法》起草及1988年政制改革（針對1988年香港立法局選舉）討論期間，該會持相對溫和立場，支持特別行政區未來架構的「共識模式」，主張以較緩慢穩健步伐推動民主化。
知名成員包括陸炎龍、李明堃、黃紹倫、吳靄儀、蘇澤光、盧景文及梁定邦。